# فوستین مره
فوستین مره (انگلیسی: Faustine Merret؛ زادهٔ ۱۳ مارس ۱۹۷۸) قایقران قایق بادبانی اهل فرانسه است.
وی همچنین برندهٔ جوایزی همچون لژیون دونور (شوالیه) شده‌است.